# Decisión extrema
Decisión extrema (título original An Acceptable Loss) es una película política de suspenso escrita y dirigida por Joe Chappelle y protagonizada por Tika Sumpter y Jamie Lee Curtis.  Tuvo su estreno mundial en el Festival Internacional de Cine de Chicago el 13 de octubre de 2018. Fue estrenada el 18 de enero de 2019 por IFC Films . 

## Sinopsis
La historia sigue a la exasesora de seguridad de los EE. UU., Elizabeth «Libby» Lamm, quien se enfrenta a las implicaciones éticas de las decisiones tomadas en el pasado bajo el mandato de Rachel Burke, una política dominante con una habilidad inquebrantable para lograr sus objetivos.

## Reparto
- Tika Sumpter como Elizabeth "Libby" Lamm.
- Jamie Lee Curtis como Rachel Burke.
- Ben Tavassoli como Martin.
- Jeff Hephner como Adrian.
- Deanna Dunagan como el Dr. Willa Sipe
- Alex Weisman como Jordan.
- Clarke Peters como Phillip Lamm.
- Rex Linn como El Presidente.
- Ali Burch como Dee.

## Producción
Chappelle completó el borrador final del guion, originalmente titulado The Pages, en enero de 2017. Tika Sumpter, Jamie Lee Curtis y Ben Tavassoli fueron seleccionados como los protagonistas en junio de 2017. La producción comenzó poco después en Chicago, Illinois. Una gran parte de la película se rodó en la Universidad del Noroeste, alma mater de Chappelle y del productor Colleen Griffen.

## Estreno
IFC Films adquirió los derechos de distribución de la película en octubre de 2018. Tuvo su estreno mundial en el Festival Internacional de Cine de Chicago el 13 de octubre de 2018. Fue estrenada el 18 de enero de 2019.